# YiGG
YiGG war eine deutschsprachige Social-News-Community und orientierte sich funktional und strukturell am amerikanischen Vorbild Digg. Das Logo von YiGG war ein Hamster, der von der Community „Marvin“ getauft wurde.

## Geschichte
Die News-Community YiGG wurde am 1. Januar 2006 von Enrico Kern und Christian Volmering gegründet. Anfang 2007 stießen Michael Reuter und Lawrence Nell zum Team hinzu. YiGG löste das fünf Jahre alte Nachrichtenportal Th!nkNerd der Gründer ab. Bei YiGG handelt es sich um ein Plagiat des amerikanischen Dienstes Digg. Anfangs wurde YiGG sogar von den Gründern Digg genannt und war unter der Domain digg.de zu erreichen. Die Umbenennung erfolgte aus juristischen Gründen.
2007 beteiligte sich Jobpilot-Gründer Roland Metzger finanziell an der Betreiberfirma.
Im September 2008 zählte YiGG nach eigenen Angaben 30.000 registrierte Nutzer und hatte eine Reichweite von 162.760 Unique Users, die 505.142 Page Impressions generierten (Stand IVW Mai 2010.)
Anfang März 2014 wurde YiGG von den Betreibern mangels Erfolg eingestellt und die Seite zunächst vom Netz genommen, im Juli 2014 wieder online gestellt. Die Plattform positionierte sich als Magazin für Viralen Inhalt. Seit März 2017 ist yigg.de offline.

## Angebot und Funktionen
Nach erfolgter Registrierung  (Mindestalter 18 Jahre) konnte man als „Yigger“ Nachrichten rezipieren bzw. bewerten sowie eigene Nachrichten hochladen oder auf Links externer Nachrichtenangebote hinweisen. Unter Nachrichten waren Text-, Ton-, Bild- und Videomedien zu verstehen.
Die Bewertung der Inhalte erfolgte basisdemokratisch auf Grundlage eines internen Bewertungssystems, bei dem sowohl direkt durch Click-Rating und Kommentierung als auch indirekt durch die Rezeption der Inhalte Bewertungspunkte vergeben wurden. Die so entstehende Hierarchie der Beliebtheit etwaiger Inhalte erstellte die Agenda für die Hauptseite von YiGG. Neue Einträge fanden über die Warteliste Eingang in das interaktive Angebot und wurden entweder von den Usern per Votum positiv bewertet oder spätestens nach 24 Stunden gelöscht. Im Prinzip funktionierte YiGG als eine von ihren Benutzern ständig aktualisierte Nachrichtensammelbörse.
Mit der Registrierung verpflichtete man sich, den internen Verhaltensrichtlinien von YiGG Folge zu leisten. Eine Kontrolle der Inhalte vor Publikation erfolgte nicht. YiGG distanzierte sich in den Nutzungsbedingungen von den Inhalten externer Links sowie der Kontrolle etwaiger Urheberrechte. Die einzige Kontrolle waren damit die registrierten Benutzer mit ihrem Nutzungsverhalten. Bei Zuwiderhandlungen behielt sich YiGG dennoch das Recht vor, Sanktionen zu verhängen.